# 埃皮纳勒区
埃皮纳勒区（法語：Arrondissement d'Épinal）是法国大東部大區孚日省所辖的一个区。总面积2598.2平方公里，总人口202967，人口密度78人/平方公里（2018年）。主要城镇为埃皮纳勒。

## 辖区
埃皮纳勒区辖有236个市镇。